# Horacio Palencia
Horacio Palencia Cisneros (El Rosario, Sinaloa, México, 4 de septiembre de 1982) es un compositor, cantante y productor musical mexicano especializado en el género regional mexicano. Es reconocido por haber compuesto numerosos éxitos para artistas destacados de la música latina y ha sido galardonado con múltiples premios en la industria musical, incluyendo un BMI Latino Presidencial 2024 y diversas distinciones de la SACM. Ha sido nombrado Compositor del Año en varias ocasiones por Billboard y BMI, consolidándose como una figura relevante en la composición musical mexicana contemporánea.

## Biografía
Horacio Palencia nació en El Rosario, al sur de Sinaloa, siendo el menor de cuatro hijos de Ramiro Palencia Vargas y Pompeya Cisneros. Desde temprana edad mostró interés por la música y la composición, aspirando a convertirse en cantautor desde los catorce años.
En el año 2007 contrajo matrimonio con Abigail, con quien mantiene una relación desde los quince años. La pareja tiene tres hijas.

### Carrera musical

#### Inicios
A los dieciséis años compuso su primera canción, "Quisiera ser un gorrión", y en 2001 grabó con la Banda Santa Rosa de Guamúchil los temas "Ardiente amor" y "Perdóname". Estos primeros pasos en la industria le permitieron comenzar a establecer contactos en el medio musical.
Durante sus inicios, Palencia enfrentó los desafíos habituales de los nuevos compositores en México, teniendo que viajar constantemente entre Sinaloa y Ciudad de México para presentar sus composiciones a artistas y disqueras. Su perseverancia eventualmente dio frutos cuando La Arrolladora Banda El Limón grabó su tema "De Ti Exclusivo" en 2007, convirtiéndose en su primer éxito comercial significativo.

#### Consolidación
Tras el éxito de "De Ti Exclusivo", Palencia comenzó a ser reconocido en la industria musical mexicana. Esto le permitió establecer colaboraciones con más artistas del género regional mexicano, consolidando su posición como compositor de referencia. En 2012, la grabación de "Mi razón de ser" por Banda MS representó otro hito importante en su carrera, consolidándolo como uno de los compositores más solicitados del género.
En paralelo a su trabajo como compositor para otros artistas, Palencia desarrolló su carrera como cantante, lanzando álbumes propios donde interpreta sus composiciones. Esta faceta le permitió presentarse en diversos escenarios de México y Estados Unidos.

### Composiciones destacadas
La obra de Palencia abarca principalmente baladas románticas y corridos, dentro del género regional mexicano, aunque ha incursionado también en fusiones con pop latino y otros estilos. Entre sus composiciones más relevantes se encuentran:
| Año  | Canción                  | Intérprete(s)                                 | Reconocimientos              |
| ---- | ------------------------ | --------------------------------------------- | ---------------------------- |
| 2007 | "De Ti Exclusivo"        | La Arrolladora Banda El Limón                 | Éxito SACM, Premio Billboard |
| 2012 | "Mi razón de ser"        | Banda MS                                      | Éxito SACM                   |
| 2016 | "Me vas a extrañar"      | Banda MS                                      | -                            |
| 2017 | "La mejor versión de mí" | Banda MS                                      | -                            |
| 2019 | "No le llames amor"      | Yuridia                                       | -                            |
| 2019 | "A través del vaso"      | Banda Los Sebastianes                         | Éxito SACM                   |
| 2020 | "Amor a primera vista"   | Belinda, Horacio Palencia, Los Ángeles Azules | Éxito SACM                   |
| 2022 | "Ya supérame"            | Grupo Firme                                   | Éxito SACM                   |
| 2023 | "El amor de mi vida"     | Los Ángeles Azules & María Becerra            | -                            |
| 2024 | "Perdonarte ¿para qué?"  | Los Ángeles Azules & Emilia                   | -                            |

### Estilo de composición
El estilo compositivo de Palencia se caracteriza por letras emotivas y directas que abordan temas de amor, desamor y experiencias cotidianas, con melodías accesibles que han conectado con amplias audiencias. Sus composiciones suelen destacar por combinar elementos tradicionales del regional mexicano con influencias contemporáneas, contribuyendo a la evolución y popularización del género tanto en México como internacionalmente.

## Premios y reconocimientos
A lo largo de su carrera, Horacio Palencia ha sido reconocido tanto a nivel nacional como internacional por su contribución a la música regional mexicana:

### Latin Songwriters Hall of Fame
- En 2017 fue incluido en el Salón de la Fama de Compositores Latinos.[8][9]

### Premios BMI
- 2008: BMI Latino por "De Ti Exclusivo"
- 2012-2017: Compositor del Año (seis años consecutivos)[10]
- 2024: Premio Presidencial BMI[1]

### Premios Billboard de la Música Latina
- 2007: Canción banda del año por "De Ti Exclusivo"[6]
- 2012-2013: Compositor del Año[10]
- 2017: Compositor del Año[11]

### SACM (Sociedad de Autores y Compositores de México)
La SACM ha reconocido múltiples composiciones de Palencia con la distinción "Éxito SACM":
- 2008: "De ti exclusivo"
- 2010: "Ya es muy tarde"
- 2011: "Niña de mi corazón" y "Me gusta todo de ti"
- 2013: "Me cambiaste la vida"
- 2014: "Mi razón de ser"
- 2017: "Ya te perdí la fe", "Solo con verte" y "Me va a pesar"
- 2020: "A través del vaso" y "Amor a primera vista"
- 2022: "Ya supérame" y "2 veces"
- 2023: "La sinvergüenza"

### Grammy Latino
- Ha sido nominado en cinco ocasiones al Grammy Latino.[12]
- En 2023 fue nominado como Compositor del Año.[13]

## Discografía
Como intérprete, Horacio Palencia ha lanzado varios álbumes de estudio:
| Año  | Álbum                       | Discográfica | Notas                    |
| ---- | --------------------------- | ------------ | ------------------------ |
| 2015 | Mis canciones, ustedes y yo | Sony Music   | Álbum debut como solista |
| 2017 | Mi Romanticismo             | Sony Music   | -                        |
| 2019 | Vivencias propias y ajenas  | Sony Music   | -                        |
| 2021 | Viajando en primera clase   | Sony Music   | -                        |
| 2024 | Fiel a mi esencia (EP)      | Seitrack     | [ 14 ]                   |

## Colaboraciones con otros artistas
A lo largo de su carrera, Palencia ha colaborado como compositor, productor o intérprete con numerosos artistas de distintos géneros musicales, entre los que destacan:
- Banda MS
- La Arrolladora Banda El Limón
- Los Ángeles Azules
- Grupo Firme
- Alejandro Fernández
- Yuridia
- Christian Nodal
- Sebastián Yatra
- Belinda
- Luis Fonsi
- Maluma
- Carín León
- Cazzu
- Banda El Recodo
- David Bisbal
- Tito Nieves
- Lucero

## Participaciones en cine y televisión
Palencia ha contribuido también a bandas sonoras para producciones audiovisuales:
- 2011: Salvando al soldado Pérez - Colaboración con Chavela Vargas en la canción "Corazón Negro",[15] considerada la última canción grabada por la cantante antes de su fallecimiento[16]
- 2017: La doble vida de Estela Carrillo (telenovela) - Participación como actor interpretándose a sí mismo.[5]

## Impacto cultural
Las composiciones de Palencia han tenido un impacto significativo en la música regional mexicana contemporánea, ayudando a expandir la popularidad del género más allá de las fronteras tradicionales y facilitando su fusión con otros estilos como el pop latino. Su trabajo ha contribuido a la evolución del regional mexicano, manteniendo su esencia mientras lo hace accesible a nuevas audiencias.